# Мшана (гміна)
Гміна Мшана (пол. Gmina Mszana) — сільська гміна у південній Польщі. Належить до Водзіславського повіту Сілезького воєводства.
Станом на 31 грудня 2011 у гміні проживало 7343 особи.

## Територія
Згідно з даними за 2007 рік площа гміни становила 31.32 км², у тому числі:
- орні землі: 74.00%
- ліси: 7.00%

Таким чином, площа гміни становить 10.92% площі повіту.

## Населення
Станом на 31 грудня 2011:
| Опис     | Загалом | Загалом | Чоловіки | Чоловіки | Жінки | Жінки |
| -------- | ------- | ------- | -------- | -------- | ----- | ----- |
| одиниця  | осіб    | %       | осіб     | %        | осіб  | %     |
| все      | 7343    | 100     | 3660     | 49.84    | 3683  | 50.16 |
| міське   | 0       | 100     | 0        |          | 0     |       |
| сільське | 7343    | 100     | 3660     | 49.84    | 3683  | 50.16 |

## Сусідні гміни
Гміна Мшана межує з такими гмінами: Водзіслав-Шльонський, Ґодув, Маркльовіце, Сьверкляни.